# Alice Blanche Balfour
Alice Blanche Balfour (20 de outubro de 1850 – 12 de junho 1936) foi uma naturalista escocesa e uma pioneira na ciência genética.

## Vida
Balfour foi a filha de James Maitland Balfour e nasceu em 1850 em Dunbar, onde ela morreu 86 anos depois em 1936. Viveu boa parte de sua vida adulta em Londres com seu irmão Arthur Balfour, 1.º Conde de Balfour que foi durante algum tempo Primeiro-Ministro da Grã-Bretanha. Outro irmão seu foi Francis Maitland Balfour, que foi eleito um membro  da Royal Society com 27 anos por seu trabalho com embriologia.
Desenvolveu um interesse ao longo da vida em entomologia e, posteriormente, desenvolveu um interesse em genética, em particular a forma como os padrões de pele em zebras são herdados. Ela teve uma longa correspondência com James Cossar Ewart, professor de zoologia na Universidade de Edimburgo, que tinha um interesse profissional no desenvolvimento de cavalos. A correspondência refere-se à possibilidade do cruzamento de zebras com cavalos para reduzir o impacto da mosca tsé-tsé em cavalos na África. 
Em 1895 publicou o livro "Twelve Hundred miles in a Waggon" ("Mil e Duzentas Milhas em um Vagão" em tradução literal).  A viagem descrita em seu livro de 1895 foi realizada por Alice Balfour, HW Fitzwilliam, Albert Grey e sua esposa e George Gray, primo de Albert Gray.